# أتيلا جيورجي
أتيلا جيورجي (بالرومانية: Attila György)‏ هو صحفي روماني، ولد في 15 أغسطس 1971 في ميركورا تشيوك في رومانيا.